# ティナ・マゼ
ティナ・マゼ（Tina Maze、1983年5月2日 - ）は、スロベニアのアルペンスキー選手。スロヴェニ・グラデツ出身。

## 経歴
1999年、15歳でアルペンスキー・ワールドカップデビュー、2002年1月4日の大回転で自身初のワールドカップ表彰台となる2位になり、同年のソルトレークシティオリンピックに18歳で初出場、大回転で12位と健闘した。
2002年10月26日にザルデン（オーストリア）で行われた大回転のレースでアルペンスキー・ワールドカップ初勝利。シーズン総合では36位だった。2003年アルペンスキー世界選手権では大回転5位となった。
2004-2005シーズンは3勝をあげて総合10位、2005年アルペンスキー世界選手権ではスーパー大回転6位、アルペン複合10位、大回転と回転は途中棄権であった。
2006年トリノオリンピックスーパー大回転39位、大回転12位。2009年アルペンスキー世界選手権大回転では銀メダルを獲得した。
2010年バンクーバーオリンピックでスーパー大回転、大回転と2つの銀メダルを獲得、スーパー複合5位入賞、回転9位と活躍した。このシーズンのワールドカップ総合は自己最高の4位となる。
2011年アルペンスキー世界選手権では得意の大回転でついに金メダルを獲得、スーパー複合でも銀メダル、滑降と回転でともに5位、スーパー大回転で11位とオールラウンドな活躍を見せた。このシーズンのワールドカップ総合は自己最高3位となった。
2011-2012シーズンはレースでの勝利は無かったがすべての部門総合で一桁順位と安定し総合成績2位まで上った。
2013年アルペンスキー世界選手権ではスーパー大回転で金メダル、スーパー複合と大回転で銀メダル、回転5位、滑降7位と全種目入賞した。ワールドカップ総合ではシーズン11勝をあげ初の総合優勝を果たした。獲得した2414ポイントは史上最多で、2位のマリア・ヘッフル・リーシュの2倍以上の差をつける圧勝であった。
自身4度目のオリンピックとなる2014年ソチオリンピックでは滑降と大回転で金メダルを獲得した。
競技の他、2012年には歌手として「My Way is My Decision」という曲を出したりモデル業もやっている。